# Temporalité
Pour l’article ayant un titre homophone, voir Temporalités.
 (janvier 2022).
- Si vous ne connaissez pas le sujet, laissez ce bandeau (vous pouvez alors contacter les auteurs).
- Si vous supprimez le contenu mis en cause (vous pouvez préalablement contacter les auteurs),

argumentez précisément cette suppression dans la page de discussion
(un manque de référence n'est pas un argument ; une recherche réelle de référence doit avoir été effectuée, être formellement documentée).
La temporalité est « le caractère de ce qui existe dans le temps ». Le caractère irréversible du temps qui passe lui donne une valeur particulière, y compris pécuniaire (« Le temps, c'est de l'argent », dit un proverbe connu, et gagner quelques nanosecondes pour les traders développant des échanges boursiers utilisant le courtage en ligne à haute fréquence nécessitent des investissements en milliards d'euros) ou vitale (« Le temps, c'est de la vie », dixit Pierre Rabhi). 
Le temps peut ainsi être considéré comme une des ressources naturelles « non renouvelables ». Et la temporalité est l'une des dimensions qui apparait effectivement dans les années 1990 avec la notion de « développement durable », au travers de la durabilité, notion qui a en réalité pris chez les francophones la place de celle de soutenabilité.
La notion de temps peut paraître triviale dans notre espace-temps, où tout s'inscrit dans la temporalité, mais elle a pris une importance particulière, nouvelle dans de nombreux domaines (de l'horloge atomique de haute-précision, à la spéculation financière qui s'appuie sur des échanges boursiers de haute-fréquence qui se font à l'échelle des nanosecondes par des logiciels qui remplacent les traders, et qui pourraient avoir joué un rôle dans la faillite de certaines banques et la crise de 2008).
La gestion du temps est aussi l'un des paramètres importants de l'organisation des entreprises.
Anciennement, la temporalité d'un évêché ou d'une abbaye correspondait à sa juridiction, c'est-à-dire à l'ensemble des paroisses constituant le domaine temporel de l'évêché ou de l'abbaye.

## Les usages de la temporalité
Des usages très différents de la temporalité existent :

### Selon la finalité
- Datation, gestion des horaires, repérage dans le temps ou spatiotemporel (alors associé au géoréférencement)
- Appréciation et mesure de l'avancement du temps : Durée, horizon, échelle de temps ; de la femtoseconde aux millions d'années...)
- « Regard » privilégié : vers le passé, présent et/ou futur
- Usage du temps pour agir : projection dans un futur plus ou moins proche (anticipation, prospective, futurologie)

### Selon les domaines d'application
Le repérage, l'appréciation, et la façon d'agir dans le temps peuvent présenter des différences considérables selon le domaine où l'on se situe : l'appréciation du temps varie considérablement dans les sciences astronomiques, la géologie, la paléontologie, l'archéologie, l'Histoire, l'économie, la géopolitique ou la politique ou encore l'informatique ou les télécommunications.

## Utilisations du concept de temporalité
Il a varié dans le temps et selon les cultures et civilisations.
Certaines grammaires ignorent la conjugaison des verbes au futur ou au passé.

### En philosophie
Pour le philosophe, la temporalité est le plus souvent conçue comme la manifestation d'une logique historique et continue passé, présent et futur. Les découvertes scientifiques, en particulier celle d'Einstein, ont poussé les philosophes à revoir cette notion immuable du temps. Edmund Husserl écrit Leçons pour une phénoménologie de la conscience intime du temps, Martin Heidegger revoit l'ontologie du temps dans Être et Temps.

### En sciences économiques
Pour l'économiste, la temporalité est un paramètre incontournable dans lequel s'inscrit l'économie et sa « lutte contre la Rareté ».
La discipline économique 
- fait le constat fondamental, qu'à un lieu et temps donné, des ressources sont dites rares.
- et qu'il s'agit de décider de les affecter en arbitrant entre des usages alternatifs.

Pour ce faire, la discipline définit des temporalités de référence pour analyser les choix et décisions possibles :

#### Temporalité de court terme
Les choix et décisions sont contraints et s'opèrent à l'intérieur d'un domaine d'activité, caractérisé par un cadre technico-social qui ne peut être changé.

#### Temporalité de moyen terme
À moyen terme, dans une activité déterminée, le cadre technico-social peut être amendé. Possibilité ouverte principalement par le renouveau périodique du complexe technico-social représenté par ses produits, de ses technologies, de ses équipements ou infrastructures considérés comme majeurs. On voit que la notion de moyen terme, pour une activité donnée, est définie essentiellement par la durée moyenne selon laquelle ce complexe se renouvelle.
Dans certaines activités (activités dites « lourdes », par ex la sidérurgie, le pétrole...), le renouveau de moyen terme s'exprime en dizaines d'années, dans d'autres (activités dites « émergentes » ou « organiques », par ex Composants électroniques, biologie...), le renouveau de moyen termes s'exprime plutôt... en mois.

#### Temporalité de long terme
Le long terme fait plutôt référence à l'évolution d'un domaine d'activité ou de l’économie globale. On constate en effet sur longue période que les choix et les réalisations de court ou de moyen terme « s'enroulent » autour de tendances qui caractérisent une évolution, une vision plus « longue » de la réalité analysée. La dimension du long terme - compte tenu de l'incertitude naturelle attachée au futur - est relativement peu prise en compte (« dans le long terme, nous sommes tous morts... », John Maynard Keynes), sauf par les prévisionnistes et/ou quelques hommes politiques.

### En finance
D'autres finalités et d'autres méthodes induisent des temporalités spécifiques. La temporalité se formule en fonction du cycle financier : Capital investi ⇒ « Travail » du Capital ⇒ Retour du Capital Investi et/ou des revenus associés.
Le court terme représente des durées de quelques jours sur les marchés financiers. Pour les prêts et les crédits cela peut aller jusqu'à une année.
Le moyen terme dure généralement de 3 à 5 ans (emprunts, etc.).
Le long terme correspond à des durées supérieures à 5 ou 10 ans (on parle parfois d'emprunts à très long terme pour des durées d'emprunt supérieures à 20 ans).

### Citations
Paul Morand : Que de temps perdu à gagner du temps !

### Revue spécialisée
- Revue scientifique spécialisée sur les temps sociaux Temporalités